# Thuận từ

Mô hình về cấu trúc mômen từ của chất thuận từ: hệ mômen từ của chất thuận từ được xem như các nam châm nhỏ, độc lập, không tương tác.

Thuận từ là những chất có từ tính yếu (trong ngành từ học xếp vào nhóm phi từ, có nghĩa là chất không có từ tính). Tính chất thuận từ thể hiện ở khả năng hưởng ứng thuận theo từ trường ngoài, có nghĩa là các chất này có mômen từ nguyên tử (nhưng giá trị nhỏ), khi có tác dụng của từ trường ngoài, các mômen từ này sẽ bị quay theo từ trường ngoài, làm cho cảm ứng từ tổng cộng trong chất tăng lên.
Thuận từ và nghịch từ được xếp vào nhóm các chất phi từ, hoặc nhóm không có trật tự từ. Độ từ thẩm của các chất thuận từ là lớn hơn 1 nhưng xấp xỉ 1 (chỉ chênh lệch cỡ 10−6). Từ tính yếu của thuận từ do hai yếu tố đem lại:
- Mômen từ nguyên tử
- Các mômen từ nguyên tử này nhỏ và hoàn toàn không tương tác với nhau.
Các chất thuận từ điển hình là: ôxi, nhôm...

## Chất thuận từ theo lý thuyết cổ điển Langevin
Từ tính của chất thuận từ được tính theo mômen từ nguyên tử mà trong đó, coi rằng các mômen từ này không tương tác (không tồn tại tương tác trao đổi trong các chất thuận từ).
Tổng thống kê của hệ sẽ được cho bởi:
{\displaystyle \Theta (T,H)=\int _{0}^{\pi }\exp \left(-{\frac {\mu _{0}\times H\times \cos {\theta }}{k_{B}T}}\right)\times 2\pi \times \sin {\theta }d\theta }
{\displaystyle \Theta (T,H)=4\pi \times {\frac {k_{B}T}{\mu _{0}H}}\times \operatorname {sh} \left({\frac {\mu _{0}H}{kT}}\right)}
và độ từ hóa của chất thuận từ được xác định bởi:
{\displaystyle M={\frac {N}{V}}{\overline {\mu _{H}}}=-{\frac {N}{V}}\times {\frac {\partial \Theta (T,H)}{\partial H}}}
{\displaystyle M={\frac {N}{V}}\times \mu _{0}\times \left[\operatorname {cth} \left({\frac {\mu _{0}H}{k_{B}T}}\right)-{\frac {k_{B}T}{\mu _{0}H}}\right]}
với:
- {\displaystyle k_{B},H,T} là hằng số Boltzmann, từ trường ngoài và nhiệt độ.
- {\displaystyle N,V,\mu _{0}} là số nguyên tử, thể tích của vật và mômen từ của một nguyên tử.

## Theo lý thuyết lượng tử
Trong cơ học lượng tử, từ độ được xác định bằng phương pháp thống kê lượng tử và cho kết quả tương tự:
{\displaystyle M=\mu _{B}\times {\frac {N}{V}}\times \left[(2S+1).\operatorname {cth} \left({\frac {(2S+1)\mu _{B}H}{k_{B}T}}\right)-\operatorname {cth} \left({\frac {\mu _{B}H}{k_{B}T}}\right)\right]}
với {\displaystyle \mu _{B},S} là Bohr magneton và mômen spin.

## Chất thuận từ trong các giới hạn
- Trong giới hạn từ trường nhỏ

Từ hàm từ độ của chất thuận từ, có thể khai triển gần đúng trong giới hạn từ trường nhỏ (hoặc nhiệt độ cao):
Khi {\displaystyle \ {\frac {\mu _{0}H}{k_{B}T}}\ll 1}, thì {\displaystyle \operatorname {cth} \left({\frac {\mu _{0}H}{k_{B}T}}\right)\approx {\frac {\mu _{0}H}{3k_{B}T}}+{\frac {k_{B}T}{\mu _{0}H}}}
Do đó, từ độ của chất thuận từ tỉ lệ thuận với từ trường ngoài và tỉ lệ nghịch với nhiệt độ theo hàm:
{\displaystyle M={\frac {N}{V}}\times {\frac {\mu _{0}^{2}H}{3k_{B}T}}}
- Trong giới hạn từ trường lớn và nhiệt độ thấp

Ở nhiệt độ thấp và từ trường đủ lớn {\displaystyle \left({\frac {\mu _{B}H}{k_{B}T}}\gg 1\right)} thì chất thuận từ đạt trạng thái bão hòa từ, từ độ sẽ nhận giá trị:
{\displaystyle M=2S\times {\frac {N}{V}}\times \mu _{B}}

## Siêu thuận từ
Là một trạng thái của chất các chất sắt từ đạt được khi kích thước các hạt nhỏ hơn giới hạn siêu thuận từ, khi đó chất sẽ mang hành vi như một chất thuận từ với từ độ lớn và biến thiên theo hàm Langevin.